# Coleccionismo de discos

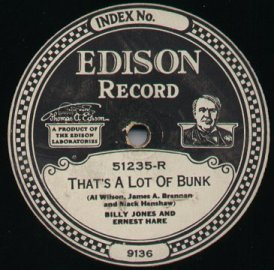
Disco "Diamond" de Edison Records, primeros años 1920

El coleccionismo de discos (o de grabaciones en otros formatos) es un pasatiempo que consiste en recopilar registros sonoros, generalmente de música, pero a veces también de "palabra hablada" (lectura de poesía, comedia, discursos históricos, etc.), y en algunos casos de otros tipos de sonidos (como por ejemplo, entornos sonoros ambientales, aeropuertos, sonidos de la naturaleza, cantos de pájaros, ríos, medios rurales, bosques y otros paisajes sonoros). Aunque normalmente se centra en discos fonográficos, en ocasiones se recopila todo tipo de formatos de música grabada.

## Alcance de las colecciones de grabaciones sonoras
El alcance de una colección de registros puede estar enfocado en cualquiera de las siguientes categorías:
- Géneros (o subgéneros) musicales,  como por ejemplo blues, soul, doo wop,[1] funk, melodías antiguas, go-go, reggae, hip hop, jazz, rare groove,[2] country, bluegrass, rock de los 60/70, rockabilly, ragtime, swing, música gospel, discos novedad, música clásica, etc.
- Artistas (o productores, etc.), como por ejemplo Grateful Dead,[3] Frank Zappa, The Beatles, The Rolling Stones, Charlie Parker, Muddy Waters, James Brown, Miles Davis, P Funk, Bob Marley & the Wailers, etc. Algunos coleccionistas se dedican a intentar recopilar cada lanzamiento de su artista favorito.[4]
- Sellos discográficos (o subsidiarios), como por ejemplo Blue Note Records, Stax Records, Motown, Hi Records, Goldwax Records, Fame, Philadelphia International Records, Apple Records, Sun Records, Yazoo Records, Charly Records, Rhino Records, Smithsonian Folkways Recordings (Smithsonian Folkways), etc.
- Por épocas o géneros, como por ejemplo de 1920 a 1970, northern soul, Sonido Filadelfia, country blues, bebop, Chicago blues, etc.
- Formatos fonográficos o de otros tipos, como por ejemplo sencillos, LPs, EPs, discos monoaurales, bobinas magnetofónicas, casetes, 45s, SP, discos compactos, etc.
- Especialidades, como por ejemplo ejemplares inusuales (formas extrañas, colores, tamaños o velocidades) independientemente del contenido grabado, registros que tengan fundas genéricas "de stock" originales que identifiquen el sello discográfico, o variaciones en el diseño de la etiqueta del registro emitidas por compañías particulares. La demanda suele ser más alta para los discos "originales" o las primeras ediciones, que a menudo se identifican por variaciones en la etiqueta o la portada. Los coleccionistas especializados suelen desarrollar amplios conocimientos sobre estos detalles.

### Pruebas de prensado
Un formato de registro coleccionable se conoce como "prueba de prensado". A menudo se prensan de cinco a diez copias iniciales con el fin de verificar la mezcla o los niveles de un disco, o para asegurarse de que el troquel se está cortando correctamente. Aunque generalmente están destinados al artista, productor, planta de impresión o sello discográfico como referencia, a veces se colocan en una funda especial (como una fotocopia de la cubierta real del disco) y se entregaban a amigos o a fieles seguidores.
Las primeras ediciones de lanzamientos comerciales originales suelen tener valores más altos entre los coleccionistas que las ediciones posteriores. También son coleccionables los discos de 45 rpm con carátulas de imágenes y las ediciones originales de LP (y otros formatos) que a menudo poseen inserciones (páginas adicionales) y otras características que no están en ediciones posteriores, o pistas o carátulas retiradas o modificadas posteriormente. Las impresiones posteriores suelen tener la misma etiqueta y número de catálogo, pero se pueden diferenciar de las primeras impresiones por la tapa, el color de la etiqueta, o los números de la matriz en el propio disco.

### Promociones, reediciones ybootlegs
Las copias promocionales son discos, casetes o CD gratuitos que se envían a las emisoras de radio y a otros medios de comunicación para anunciar un nuevo lanzamiento de la compañía discográfica. Se identifican por la etiqueta, que generalmente toma la forma de texto sin formato que enumera el nombre de la grabación y sus créditos asociados. Suelen llevar marcas con el rótulo de "Promocional", "Audición", "Demostración" y / o "No apto para la venta". Las copias promocionales de discos y casetes generalmente vienen en forma de discos con etiqueta en blanco y casetes transparentes, respectivamente, mientras que las copias en CD generalmente vienen en forma de CD-R con etiquetas negras sobre transparentes. Debido a que muchos lanzamientos de casetes comerciales utilizan plástico transparente e impresión en blanco idénticos, las copias promocionales a menudo se distinguen únicamente por el texto en la tarjeta J (la carátula de papel insertada en la caja del casete) que las especifica como tales. Las copias promocionales de los discos más vendidos pueden tener un valor ligeramente más bajo o más alto que las primeras ediciones "en stock". De vez en cuando se imprimían copias promocionales para discos que nunca se publicaron; incluyendo en ocasiones otras canciones o detalles que no aparecen en el lanzamiento comercial oficial (por ejemplo, el álbum de 1988 Naked del grupo Talking Heads).
Las reediciones de discos populares pueden ser lanzadas por el mismo sello muchos años después con el mismo número de catálogo y carátula, pero a menudo son realizadas por un sello diferente, algunos de los cuales (como Rhino Records) se especializan en reediciones y tienen acceso a ciertas grabaciones maestras inéditas.
Los "bootlegs" son versiones ilegítimas (popularmente conocidas como piratas). Varían en valor y en calidad de sonido o de registro, y aparecen en varias categorías. Los LP, cintas y CD pirateados a menudo incluyen grabaciones de actuaciones en vivo o pistas no lanzadas comercialmente (incluidas las que nunca se pretendió publicar y que fueron robadas o adquiridas ilegítimamente). Algunos discos piratas 45 son relanzamientos de singles raros o valiosos, copias exactas de discos raros, con los gráficos y números originales de la etiqueta, conocidos en la industria como "falsificaciones".

## Historia

### Antecedentes
La recopilación de discos ha existido probablemente casi tanto tiempo como el sonido grabado. En sus primeros años, fonógrafo y las grabaciones que se reprodujeron en ellos (primero en cilindros de cera, y más tarde en discos planos de goma laca) eran en su mayoría propiedad de personas adineradas, fuera del alcance de las clases medias o bajas. En la década de 1920, las mejoras en los procesos de fabricación, tanto en los reproductores como en las grabaciones, permitieron que bajaran los precios de los aparatos. Si bien las opciones de entretenimiento en un hogar de clase media a alta en la década de 1890 probablemente consistirían en un piano, instrumentos más pequeños y una biblioteca de partituras, en la década de 1910 y más adelante estas opciones se expandieron para incluir una radio y una biblioteca de grabaciones musicales.
Después de que el cilindro del fonógrafo quedó obsoleto, el disco fue el medio de sonido indiscutible durante décadas. El número de grabaciones disponibles se multiplicó, al igual que las empresas dedicadas a la impresión de discos. Por entonces las grabaciones se realizaban a 78-rpm, primero en discos de goma laca de diez pulgadas de una cara y luego de doble cara, con aproximadamente dos a cuatro minutos de tiempo de reproducción en cada cara.
El crecimiento de las industrias de sonido grabado se vio frenado por la Gran Depresión y la Segunda Guerra Mundial, cuando las industrias fonográficas en algunos países se vieron afectadas por un suministro restringido de materias primas. Cuando terminó la Segunda Guerra Mundial, la economía de estos países comenzó a crecer nuevamente. La música clásica (que era una gran parte de los lanzamientos de 78 rpm) se convirtió lentamente en un género minoritario ante la llegada de la música popular, que era menos costosa, y por lo tanto, más rentable de grabar.

### Primeros coleccionistas
La periodista musical Amanda Petrusich afirma que la recopilación retrospectiva de discos de 78 rpm comenzó en la década de 1940, centrándose en las raras grabaciones de jazz de Dixieland. En varios artículos y en su libro Do Not Sell At Any Price, escribe sobre coleccionistas de estos discos como James McKune, un influyente coleccionista de jazz de finales de la década de 1930 y de country blues.

### Década de 1950
La introducción del disco LP de 12 1⁄3 pulgadas y 33 rpm y del disco de 7 pulgadas y 45 rpm, que salieron al mercado en 1948/1949, supuso importantes avances tanto en capacidad de almacenamiento como en calidad sonora. Estos discos estaban prensados en vinilo (o también en poliestireno), reemplazando la goma laca utilizada anteriormente. Otros grupos de pequeños sellos discográficos surgieron con el inicio de la era del rock and roll a principios y mediados de la década de 1950, y el crecimiento de un mercado entre los adolescentes de la posguerra con ingresos disponibles para gastar en sencillos de 45 rpm. El rock and roll era mucho menos costoso y más rentable de producir que el jazz de las big band, a la que reemplazó en popularidad.
Ronald D. Cohen relata que la revista Disc Collector, centrada en los hillbilly, se fundó en 1951. Varios catálogos importantes de bibliotecas en línea enumeran copias del Registro de coleccionistas de registros de Burke, que existió a más tardar desde 1957.
En el Reino Unido eran codiciados algunos raros discos de 78 rpm, generalmente de músicos y sellos discográficos de rock and roll estadounidense; como Little Richard, Chuck Berry y Sun Records. Etiquetas como London-American (ahora London Records), RCA Records y Capitol tenían un precio superior. Uno de los primeros coleccionistas de discos del Reino Unido fue Mike Adams, inicialmente conocido por comerciar en 1958 en Merseyside. Más tarde se convirtió en disc-jockey en la BBC, emitiendo los discos de su colección durante muchos años. Escribió varios libros sobre coleccionismo, incluido "Apple Beatle Collectables". En el Reino Unido, los sellos considerados coleccionables, como Atlantic Records, Sun Records, Motown y Parlophone (EMI), en la década de 1960 pasaron a ser marcas destacadas. En los EE. UU., la tienda Times Square de Nueva York fue ampliamente reconocida por alimentar el resurgimiento de los temas de doowop de principios de los sesenta, centrando su atención en ellos desde 1959.

### Década de 1960
Con el auge de la música folk estadounidense a finales de la década de 1950 y principios de la de 1960, de repente surgió una demanda de material para distintos archivos sonoros. Los coleccionistas de discos se dispersaron en algunos países, buscando material en pequeñas ciudades, graneros polvorientos y cabañas de montaña en busca de grabaciones antiguas. Inicialmente, los elementos más deseados eran los discos de goma laca anteriores a la Segunda Guerra Mundial que contenían "race records" (es decir, blues, country blues y hillbilly), los precursores del rock and roll actual y los estilos country. Las generaciones posteriores de coleccionistas de discos encontraron su pasión en desenterrar discos de 45 rpm basados en el género del doo wop, o LP de finales de la década de 1960 con grabaciones de los géneros "garage rock" y "rock psicodélico".
La escena de la música pop cambió con el aumento de la popularidad de The Beatles entre 1962 y 1964. A su paso, miles de bandas musicales inspiradas en su versión fresca y animada de la música rock con una aguda sensibilidad británica, produjeron innumerables discos. Muchos de estos acólitos lanzaron discos de 45 rpm en pequeños lotes para venderlos en conciertos locales y para sus amigos y familiares. Debido a su relativamente pequeña edición, estos minoritarias grabaciones locales se volvieron muy apreciadas y valiosas.
Uno de los "artículos de colección discográfica" más famosos es simplemente una portada. Los propios Beatles contribuyeron accidentalmente con lo que probablemente sea una de las "piezas de colección" más conocidas y valiosas de la era del rock and roll: "Yesterday and Today", nombre informal de la portada del álbum del mismo título. Hasta 1967, los lanzamientos de LP de los Beatles en el Reino Unido eran sustancialmente diferentes de sus lanzamientos de LP en los EE. UU., donde los álbumes eran más cortos, y tenían diferentes canciones, títulos del álbum y aspecto de la portada.
Otro Santo Grial para algunos coleccionistas es The Freewheelin' Bob Dylan de Bob Dylan, la edición de 1963 que tiene cuatro canciones que fueron eliminadas de ediciones posteriores. El disco es conocido por alcanzar los ejemplares en excelentes condiciones precios de hasta 35.000 dólares en la versión estéreo y de 16.500 el disco monoaural.

### Década de 1970
En la década de 1970, el pasatiempo de la colección de discos se vio favorecida por la creación de publicaciones dedicadas al tema, como Goldmine, DISCoveries y Stormy Weather en los EE. UU.; y Record Collector en el Reino Unido. Se publicaron guías de precios que codificaban exactamente cuánto se suponía que valían ciertos "artículos raros". La "clasificación" de los discos basada en la condición se estandarizó con la publicación de estas guías de precios.

### Años 1980 y 1990
Los Blues Brothers, John Belushi y Dan Aykroyd, eran coleccionistas de discos y rindieron homenaje a los músicos de blues y soul.
Con la introducción del disco compacto a mediados de la década de 1980, comenzó una cierta estratificación entre los aficionados. Así, los vinilos comúnmente encontrados que habían sido prensados en cientos de miles o incluso millones de copias se volvieron relativamente inútiles, mientras que los ejemplares más raros se volvieron cada vez más valiosos. Estos elementos raros incluían discos de 45 rpm en los géneros de blues, rhythm and blues, soul, doo wop, jazz, rock progresivo y rock psicodélico. Otros artículos raros y altamente valorados incluyen piezas de artistas muy coleccionables como The Beatles, Grateful Dead, James Brown, Bob Dylan, Janis Joplin, Jimi Hendrix, The Doors y The Rolling Stones. Algunas son grabaciones de países donde se imprimieron en cantidades muy pequeñas (como el lanzamiento sudafricano de Sex Pistols de "God Save The Queen"). Gracias a los artistas de hip hop como A Tribe Called Quest, DJ Premier, Monie Love y otros, revivieron discos más antiguos que son clásicos domésticos para la generación X de géneros como el funk, se generó una dinámica en la que estos discos volvieron a reimprimirse para los miembros de la generación Y.

### Primeras décadas delsigloXXI
Incluso en el siglo XXI, dado que los fanáticos de la música a menudo han optado por las descargas digitales en lugar de los lanzamientos físicos (y de hecho, comenzaron a recopilarlos de la misma manera que los vinilos), ciertas bandas contemporáneas tienen seguidores de coleccionistas de discos. Se ha convertido en un fenómeno destacable en géneros como el punk y el rock alternativo. Por ejemplo, la edición especial del lanzamiento de NOFX en 1999, The Decline en vinilo transparente, ya alcanzó un precio de 1500 dólares en 2019. Debido a la tendencia del hágalo usted mismo y al presupuesto limitado de muchas bandas y sellos punk, los lanzamientos de bandas menos conocidas tienden a ser en edición limitada. Las tiradas específicas de discos a veces se imprimen en vinilos de diferentes colores, tienen canciones nuevas o diferentes, contienen errores de ortografía o en las mezclas sonoras, o pueden estar en menor cantidad que otras ediciones. Todos estos factores aumentan la coleccionabilidad de un determinado disco. Por ejemplo, en 1988, la banda neoyorquina de hardcore Judge intentó grabar su debut "Bringin 'It Down" en los Chung King Studios. La mala experiencia y el resultado de baja calidad dejaron a la banda tan decepcionada que cancelaron la sesión y volvieron a grabar el LP en otro lugar. Las sesiones más antiguas, sin embargo, se imprimieron en 110 copias en vinilo blanco con el título Chung King Can Suck It! y se enviaron a los fans que habían reservado Bringin It Down para recompensarlos por su paciencia. Se han vendido copias del disco por hasta 6800 dólares en sitios como eBay.
Otros géneros musicales también tienen seguidores fervientes. Por ejemplo, los fanáticos del folk rock, la psicodelia y otros géneros se han interesado cada vez más en las ediciones privadas en vinilo de tiradas cortas originales. Incluso cuando se hayan vuelto a publicar, los originales pueden seguir cotizándose por precios elevados.
La primera ola de coleccionistas de música clásica se concentró en las grabaciones orquestales estéreo en sellos como los británicos Decca y EMI, y en las series estadounidenses Mercury Records Living Presence y RCA Records Living Stereo. Algunos de estos discos todavía se venden en subastas por cientos de dólares. Sin embargo, su interés se ha desplazado hacia material más antiguo, y los escasos discos monoaurales europeos de la década de 1950 de los mejores artistas se han vuelto muy buscados. Los coleccionistas del Lejano Oriente que dominan este mercado tienden a preferir la música de cámara y los solos de violín o de violonchelo. Otros todavía se centran en los antiguos discos de 78 rpm.
A partir de 2011 se han reactivado muchas plantas de prensado y cada vez van apareciendo nuevos lanzamientos en vinilo, provocando lo que muchos han denominado como un renacimiento del formato. Su volumen en el mercado (9,2 millones de unidades vendidas en 2014, el 6 por ciento de las ventas totales de música) confirma un nicho de interés continuo en el formato, mientras que formatos como los CD no compiten con las descargas digitales. Las ventas de cintas de música en casete también han aumentado en los últimos años (2014-2019), con un resurgimiento del interés por las cintas casi comparable al de los discos de vinilo.

## Excavación en cajas "(crate digging)"

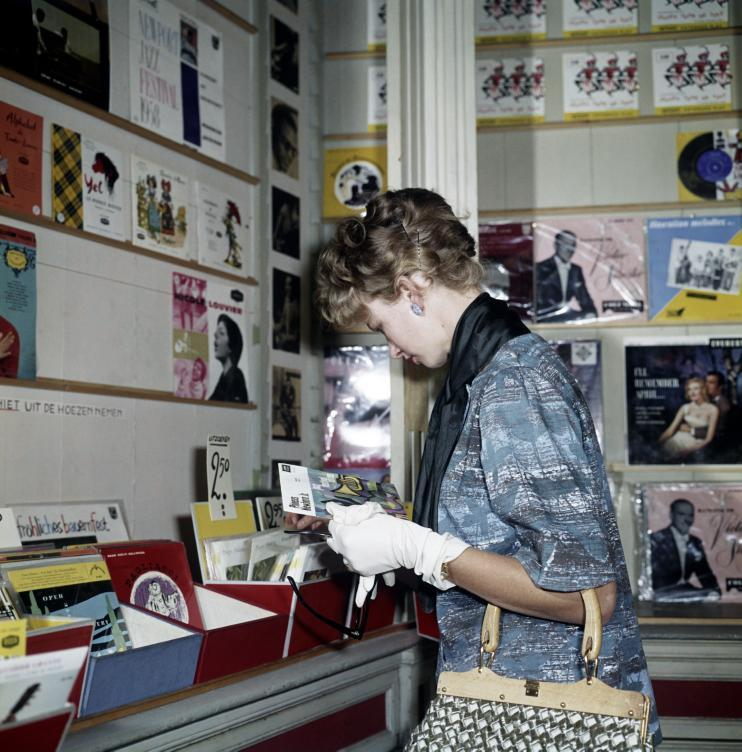
Una aficionada rebuscando en una caja de vinilos

Un método para obtener ejemplares coleccionables, conocido como excavación en cajas (crate digging en inglés), implica una búsqueda exhaustiva en las cajas de discos antiguos disponibles en tiendas de segunda mano y mercadillos para encontrar alguna grabación de interés. Esta práctica está asociada y tiene un prestigio particular entre muchos productores de hip hop, que buscaban discos raros con sonidos novedosos para mezclarlos con sus grabaciones recién creadas. En su relato sobre los excavadores de cajas del mundo del hip-hop norteamericano de la década de 1980, la teórica de los medios y la cultura Elodie A. Roy escribe: "Mientras seguían las tiendas de segunda mano y los mercadillos (destino de ejemplares excedentes no deseados generados por una industria capitalista), los excavadores estaban destinados a encontrar los materiales sonoros contenidos en los principales discos LP producidos en masa que habían caído en desgracia al quedar pasados de moda. Los utilizaron principalmente como materia prima, buscando crear ritmos a partir de ellos". Hablando del papel más amplio de la excavación en cajas en la cultura hip hop, el académico y etnomusicólogo Joseph G. Schloss afirmó que:

Además de su valor práctico al proporcionar la materia prima para el hip-hop basado en las mezclas de sonidos, la excavación sirve para otros propósitos, como manifestar vínculos con la tradición del pinchadiscos de hip-hop, 'pagar cuotas', educar a los productores sobre las diversas formas de la música, y sirve como una forma de socialización entre productores.

Si bien la práctica de coleccionar en general fue históricamente un fenómeno propio de la burguesía, ligado a las antigüedades y a las bellas artes, los cavadores de cajas del hip-hop norteamericano de la década de 1980 ayudaron a dar lugar a lo que el estudioso de la cultura material Paul Martin llama el "coleccionista popular", generalmente interesado en artículos "obtenibles, asequibles y atractivos", una consecuencia de la producción en masa. Con el surgimiento de medios digitales en las décadas siguientes, este interés se traspasó al coleccionista "digital" y "electrónico". Al mismo tiempo, la desaparición de las tiendas de música clásicas permitió que los sitios web emergieran como dominios para la excavación de cajas, incluida la base de datos de revisión de música Allmusic, el servicio de transmisión Spotify y Discogs, que comenzó como una base de datos de música antes de convertirse en un mercado en línea para la música física.

## Lecturas relacionadas
- Langridge, Derek. Your Jazz Collection. London: C. Bingley, 1970. N.B.: Concerns both private and library collections of jazz sound recordings and of literature about jazz. SBN 85157-100-X
- Moses, Julian Morton. The Record Collector's Guide [to] American-[Issued Classical Music] Celebrity Discs. New York: Concert Bureau, College of the City of New York, [ca. 1960].
- Overton, C. David. The Gramophone Record Library. London: Grafton & Co., 1951. 123 p. N.B.: This book is aimed at sound recordings collections in libraries, but much of the advice may be of some use to the private collector.
- Rees, Tony. Vox Record Hunter: A Collector's Guide to Rock and Pop. London: Boxtree, 1995 ISBN 0-7522-0720-2, 601p.
- Roach, Helen. Spoken Records. 3rd ed. Metuchen, N.J.: Scarecrow Press, 1970.
- Williams, Frederick P. Ideas on Beginning a 78's [i.e. flat sound discs that spin at or about 78 rpm] Record Collection. Philadelphia, Penn.: Collector's Records, 1973.
- Silke, John, Record Collecting in the Digital Age, 2012.

- Datos: Q1955101